# Накамура Киносуке
Накамура Киносуке (јап. 萬屋錦之介, 1932-1997), јапански глумац који се истакао улогама самураја у историјским драмама.

## Биографија
Накамура Киносуке, познат и под именом Јорозуја Киносуке, најпознатији је јапанској публици по својим бројним историјским улогама. Тумачио је лик Мијамото Мусашија у Тоеијевој петоделној серији Зен и мач (Мијамото Мусаши), Такеда Шингена у филму Самурајске заставе (Фурин казан) из 1969, Сакамото Риома у Амбициозном (Бакуматсу, 1970) и Јагју Муненорија у филму и каснијој серији Шогунов самурај (1978). Појавио се у мноштву филмова од 1950-их до 1980-их, али његов далеко најплоднији период су биле 1960-те.

### Смрт
Умро је 1997. од упале плућа у 64. години.